# Эюп (район)
Эюп (тур. Eyüp) — район провинции Стамбул (Турция).

## История
В этих местах, в месте слияния двух речек за пределами городских стен Константинополя, издревле находилась деревня. В византийский период деревня называлась Космидион, так как рядом находилась церковь (впоследствии — монастырь), посвящённая святым Косме и Дамиану. Монастырь позднее был укреплён, и во время Первого крестового похода в нём останавливалась армия Готфрида Бульонского.
Во время осады Константинополя турками Ак-Шемсеттин, духовный наставник султана Мехмеда II, объявил, что, якобы, обнаружил здесь могилу Абу Аюба аль-Ансари — одного из ближайших соратников пророка Мухаммеда, который погиб здесь семью столетиями ранее во время одной из неудачных осад Константинополя арабами. После взятия Константинополя Мехмед II распорядился возвести над местом последнего упокоения Абу Аюба мечеть. Это была первая мечеть, построенная в Стамбуле, рядом с ней были возведены баня, медресе и общественная столовая. С той поры Эюп (турецкое прочтение слова «Аюб») стал священным местом, многие высшие лица Османской империи желали быть похороненными рядом с этой мечетью, и местное кладбище стало самым ухоженным кладбищем Стамбула.
В XVII—XVIII веках, в связи с наплывом большого количества беженцев, начался бурный рост Стамбула, и Эюп оказался внутри городской черты. Здесь стали размещаться фабрики, и район стал более «пролетарским». Во второй половине XIX века здесь бывал французский писатель Пьер Лоти, в честь которого теперь здесь названо кафе.